# Светско првенство у атлетици у дворани 2018 — 400 метара за мушкарце
Такмичење у трчању на 400 метара у мушкој конкуренцији на 17. Светском првенству у атлетици у дворани 2018. одржано је 2. и 3. марта у Арени Бирмингем у Бирмингему (Уједињено Краљевство).
Титулу светског првака освојену на Светском првенству 2016. одбранио је Павел Маслак из Чешке.

## Резиме
По први пут се догодило да сви такмичари из једне квалификавионе групе буду дисквалификовани. У 3. групи трчао је један од фаворита, сребрни са претходног првенства, Абделах Харун из Катара који је због погрешног старта добио црвени картон. Трку је повео Бралон Теплин из Гренаде, који је ове сезоне имао набоље време. Међутим ни он ни преостали такмичари нису успали да се пласирају у полуфинале, јер су судије после прегледаног снимка установиле да се сви  атлетичари кршили правила прераним излажењем из својих стаза. Из истих разлога дисквалификован је и светски првак из 2012. Нери Бринс победник 5. групе. Празнина од два места у полуфиналу отворила је врата Хуандеру Сантосу (Доминиканска Република) и  Михаилу Литвину, Казахстан.
Ни финална трка није прошла без дисквалификација. Од самог почетка Оскар Усилиос (Шпанија) постиже предност коју је задржао до краја. Представник Шпаније је премашио рекорд светских првенстава и европски рекорд са резултатом 44,92. Међутим, 15 минута после завршетка је дисквалификован због повреде унутрашње линије стазе. Сличну судбину за исто дело доживео је Лугелин Сантос, који је дошао други. Жалбе такмичара, после прегледаног снимка финалне трке су одбијене. За светског првака  проглашен је Павел Маслак, којем је ово била трећа златна медаља за редом на Светским првенствима у дворани на 400 метара.

## Земље учеснице
Учествовало је 32 такмичара из 25 земаља.
1. Аруба (1)
2. Бахаме (1)
3. Вануату (1)
4. Гренада (1)
5. Доминиканска Република (2)
6. Јерменија (1)
7. Јамајка (2)
8. Казахстан (1)
9. Катар (1)
10. Костарика (1)
11. Кувајт (1)
12. Летонија (1)
13. Малдиви (1)
14. Нигерија (1)
15. Никарагва (1)
16. Пољска (2)
17. Саудијска Арабија (1)
18. Сједињене Америчке Државе (2)
19. Словенија (1)
20. Тринидад и Тобаго (2)
21. Уједињено Краљевство (1)
22. Украјина (1)
23. Таџикистан (1)
24. Чешка (2)
25. Шпанија (2)

## Освајачи медаља
| Освајачи медаља |            |                   |  |  |  |  |
|                 |            |                   |  |  |  |  |
|                 |            |                   |  |  |  |  |
|                 |            |                   |  |  |  |  |
| Павел Маслак    | Мајкл Чери | Деон Лендор       |  |  |  |  |
| Чешка           | САД        | Тринидад и Тобаго |  |  |  |  |

## Рекорди пре почетка Светског првенства 2018.
Стање 1. марта 2018.
| Светски рекорд             | 44,57 | Керон Клемент, Сједињене Државе | Фејетвил, САД                   | 12. март 2005.    |
| Рекорд светских првенстава | 45,11 | Нери Бринс, Костарика           | Истанбул, Турска                | 10. март 2012.    |
| Најбољи резултат сезоне    | 44,88 | Бралон Таплин, Гренада          | Колеџ Стејшон, САД              | 3. фебруар 2018.  |
| Афрички рекорд             | 45,51 | Санди Бада, Нигерија            | Париз, Француска                | 9. март 1997.     |
| Азијски рекорд             | 45,39 | Абделилах Харун, Катар          | Стокхолм, Шведска               | 19. фебруар 2015. |
| Северноамерички рекорд     | 44,57 | Керон Клемент, Сједињене Државе | Фејетвил, САД                   | 12. март 2005.    |
| Јужноамерички рекорд       | 46,26 | Бајано Камани, Панама           | Бостон, САД                     | 29. јануар 2005.  |
| Европски рекорд            | 45,05 | Томас Шенлебе, Источна Немачка  | Зинделфинген, Западна Немачка   | 5. фебруар 1988.  |
| Океанијски рекорд          | 45,93 | Данијел Бетмен, Аустралија      | Бирмингем, Уједињено Краљевство | 2. март 2003.     |

### Најбољи резултати у 2018. години
Десет најбољих атлетичара године на 400 метара у дворани пре првенства (1. марта 2018), имале су следећи пласман.
| 1.  | Бралон Таплин    | Гренада          | 44,88 | 3.. јануар  |
| 2.  | Мајкл Норман     | Сједињене Државе | 45,00 | 9. фебруар  |
| 3.  | Аким Блумфилд    | Јамајка          | 45,02 | 9. фебруар  |
| 4.  | Фред Керли       | Сједињене Државе | 45,18 | 17. фебруар |
| 5.  | Маркез Вашингтон | Сједињене Државе | 45,24 | 19. фебруар |
| 6.  | Оби Igbokwe      | Сједињене Државе | 45,38 | 9. фебруар  |
| 7.  | Стивен Соломон   | Аустралија       | 45,44 | 23. фебруар |
| 8.  | Dontavious Рајт  | Сједињене Државе | 45,50 | 10. фебруар |
| 9.  | Мајкл Чери       | Сједињене Државе | 45,53 | 10. јануар  |
| 10. | Нејтан Стротер   | Сједињене Државе | 45,86 | 9. фебруар  |

Такмичари чија су имена подебљана учествовали су на СП 2018.

## Квалификационе норме
| дворана | отворено |
| 46,70   | 45,00    |

## Сатница
| Датум        | Време | Коло          |
| ------------ | ----- | ------------- |
| 2. март 2018 | 13.20 | Квалификације |
| 2. март 2018 | 23.06 | Полуфинале    |
| 3. март 2018 | 22.20 | Финале        |

## Резултати

### Квалификације
У квалификацијама такмичари су били подељени у 6 квалификационих група. За полуфинале су пласирана прва двојица из сваке групе {КВ} и 6 на основу постигнутог резултата {кв}.,
| Место | Група | Стаза | Атлетичар             | Земља                  | ЛР     | ЛРС    | Резултат | Белешка   |
| ----- | ----- | ----- | --------------------- | ---------------------- | ------ | ------ | -------- | --------- |
| 1.    | 2     | 6     | Лука Јанежич          | Словенија              | 46,02  | 46,02  | 46,45    | КВ        |
| 2.    | 6     | 5     | Оскар Усилиос         | Шпанија                | 45,86  | 45,86  | 46,51    | КВ        |
| 3.    | 1     | 5     | Јакуб Кшевина         | Пољска                 | 46,15  | 46,15  | 46,57    | КВ        |
| 4.    | 1     | 6     | Деон Лендор           | Тринидад и Тобаго      | 45,03  | 45,83  | 46,68    | КВ        |
| 5.    | 5     | 6     | Олдрич Бејли          | САД                    | 45,59  | 45,59  | 46,77    | КВ        |
| 6.    | 6     | 6     | Павел Маслак          | Чешка                  | 45,24  | 46,14  | 46,80    | КВ        |
| 7.    | 5     | 5     | Ли Томпсон            | Уједињено Краљевство   | 46,23  | 46,23  | 46,81    | КВ        |
| 8.    | 6     | 3     | Лугелин Сантос        | Доминиканска Република | 45,80  | 46,66  | 46,83    | кв        |
| 9.    | 6     | 4     | Јусеф Карам           | Кувајт                 | 46,66  | 46,66  | 46,86    | кв        |
| 10.   | 2     | 5     | Џавон Франсис         | Јамајка                | 46,02  | 47,43  | 46,87    | КВ        |
| 11.   | 2     | 4     | Chidi Okezie          | Нигерија               | 46,48  | 46,58  | 46,91    | кв        |
| 12.   | 2     | 3     | Аса Гевара            | Тринидад и Тобаго      | 46,57  | 46,57  | 46,92    | кв        |
| 13.   | 1     | 3     | Лукас Буа             | Шпанија                | 46,23  | 46,59  | 46,96    | кв        |
| 14.   | 5     | 4     | Патрик Шорм           | Чешка                  | 46,49  | 46,68  | 46,99    | кв        |
| 15.   | 4     | 5     | Мајкл Чери            | САД                    | 45,53  | 45,53  | 46,99    | КВ        |
| 16.   | 1     | 4     | Хуандер Сантос        | Доминиканска Република | 46,52  | 46,52  | 47,02    | кв        |
| 17.   | 4     | 6     | Рафал Омелко          | Пољска                 | 46,08  | 46,33  | 47,13    | КВ        |
| 18.   | 4     | 3     | Михаил Литвин         | Казахстан              | 46,51  | 46,93  | 47,16    | кв        |
| 19.   | 4     | 4     | Виталиј Бутрим        | Украјина               | 46,45  | 46,45  | 47,45    |           |
| 20.   | 1     | 2     | Мајкл Ентони Расмијн  | Аруба                  | 49,43  | 49,43  | 49,20    | НРд       |
| 21.   | 6     | 1     | Даврон Атабајев       | Таџикистан             | 48,57  | 50,33  | 49,20    | ЛРС       |
| 22.   | 2     | 1     | Келвин Делвин Рамирез | Никарагва              | 49,18o |        | 49,88    | ЛРС       |
| 23.   | 2     | 2     | Тики Тери Маел        | Вануату                | 50,40o |        | 49,92    | ЛР        |
| 24.   | 4     | 2     | Мохамед Наил          | Малдиви                | 48,25o | 48,25o | 49,98    | НРд       |
| 25.   | 6     | 2     | Нарек Гукасјан        | Јерменија              | 51,83  |        | 51,02    | ЛР        |
| 26    | 3     | 5     | Абдалелах Харун       | Катар                  | 45,59  | 46,37  | ДИСК.    | чл:162,8  |
| 26    | 3     | 6     | Бралон Таплин         | Гренада                | 44,88  | 44,88  | ДИСК     | чл:163.3а |
| 26    | 3     | 2     | Аустрис Карпинскис    | Летонија               | 47,81  | 47,81  | ДИСК     | чл:163.3а |
| 26    | 3     | 4     | Алонзо Расел          | Бахаме                 | 46,38  | 46,38  | ДИСК     | чл:163.3а |
| 26    | 3     | 3     | Стивен Гејл           | Јамајка                | 46,02  | 47,43  | ДИСК     | чл:163.3а |
| 26    | 5     | 3     | Нери Бринс            | Костарика              | 45,11  | 46,50  | ДИСК     | чл:163.3а |
| 26    | 5     | 2     | Мазен ел Јасен        | Саудијска Арабија      | 46,35  |        | НС       |           |

- Подебљани резултати личних рекорда означавају да је тај резултат и национални рекорд земље коју представља

### Полуфинале
У финале су се пласирала по двојица првопласираних из све три полуфиналне групе {КВ}.,
| Пласман | Група | Стаза | Атлетичар      | Земља                  | Резултат | Белешка |
| ------- | ----- | ----- | -------------- | ---------------------- | -------- | ------- |
| 1.      | 2     | 5     | Оскар Усилиос  | Шпанија                | 45,69    | КВ      |
| 2.      | 2     | 6     | Мајкл Чери     | САД                    | 45,73    | КВ      |
| 3.      | 1     | 3     | Лугелин Сантос | Доминиканска Република | 46,31    | КВ. ЛРС |
| 4.      | 3     | 4     | Павел Маслак   | Чешка                  | 46,32    | КВ      |
| 5.      | 1     | 6     | Олдрич Бејли   | САД                    | 46,33    | КВ      |
| 6.      | 3     | 6     | Деон Лендор    | Тринидад и Тобаго      | 46,33    | КВ      |
| 7.      | 3     | 5     | Лука Јанежич   | Словенија              | 46,37    |         |
| 8.      | 2     | 4     | Рафал Омелко   | Пољска                 | 46,39    |         |
| 9.      | 1     | 5     | Јакуб Кшевина  | Пољска                 | 46,69    |         |
| 10.     | 1     | 4     | Џавон Франсис  | Јамајка                | 46,73    |         |
| 11.     | 2     | 2     | Хуандер Сантос | Доминиканска Република | 46,83    | ЛР      |
| 12.     | 2     | 1     | Аса Гевара     | Тринидад и Тобаго      | 46,91    |         |
| 13.     | 1     | 2     | Патрик Шорм    | Чешка                  | 47,04    |         |
| 14.     | 2     | 3     | Ли Томпсон     | Уједињено Краљевство   | 47.14    |         |
| 15.     | 1     | 1     | Лукас Буа      | Шпанија                | 47.14    |         |
| 16.     | 3     | 1     | Михаил Литвин  | Казахстан              | 47.94    |         |
| 17.     | 3     | 2     | Chidi Okezie   | Нигерија               | 48,53    |         |
| 18      | 3     | 3     | Јусеф Карам    | Кувајт                 | НЗ       |         |

### Финале
Финале је одржано 4. марта у 22,00.
| Поз. | Стаза | Атлетичар      | Земља                  | Резултат | Белешка    |
| ---- | ----- | -------------- | ---------------------- | -------- | ---------- |
|      | 4     | Павел Маслак   | Чешка                  | 45,47    | ЛРС        |
|      | 3     | Мајкл Чери     | САД                    | 45,84    |            |
|      | 1     | Деон Лендор    | Тринидад и Тобаго      | 46,37    |            |
| 4.   | 2     | Олдрич Бејли   | САД                    | 46,44    |            |
| 5    | 6     | Оскар Усилиос  | Шпанија                | ДИСК.    | чл. 163,3б |
| 6    | 5     | Лугелин Сантос | Доминиканска Република | ДИСК.    | чл. 163,3б |